# 筑後国分寺跡

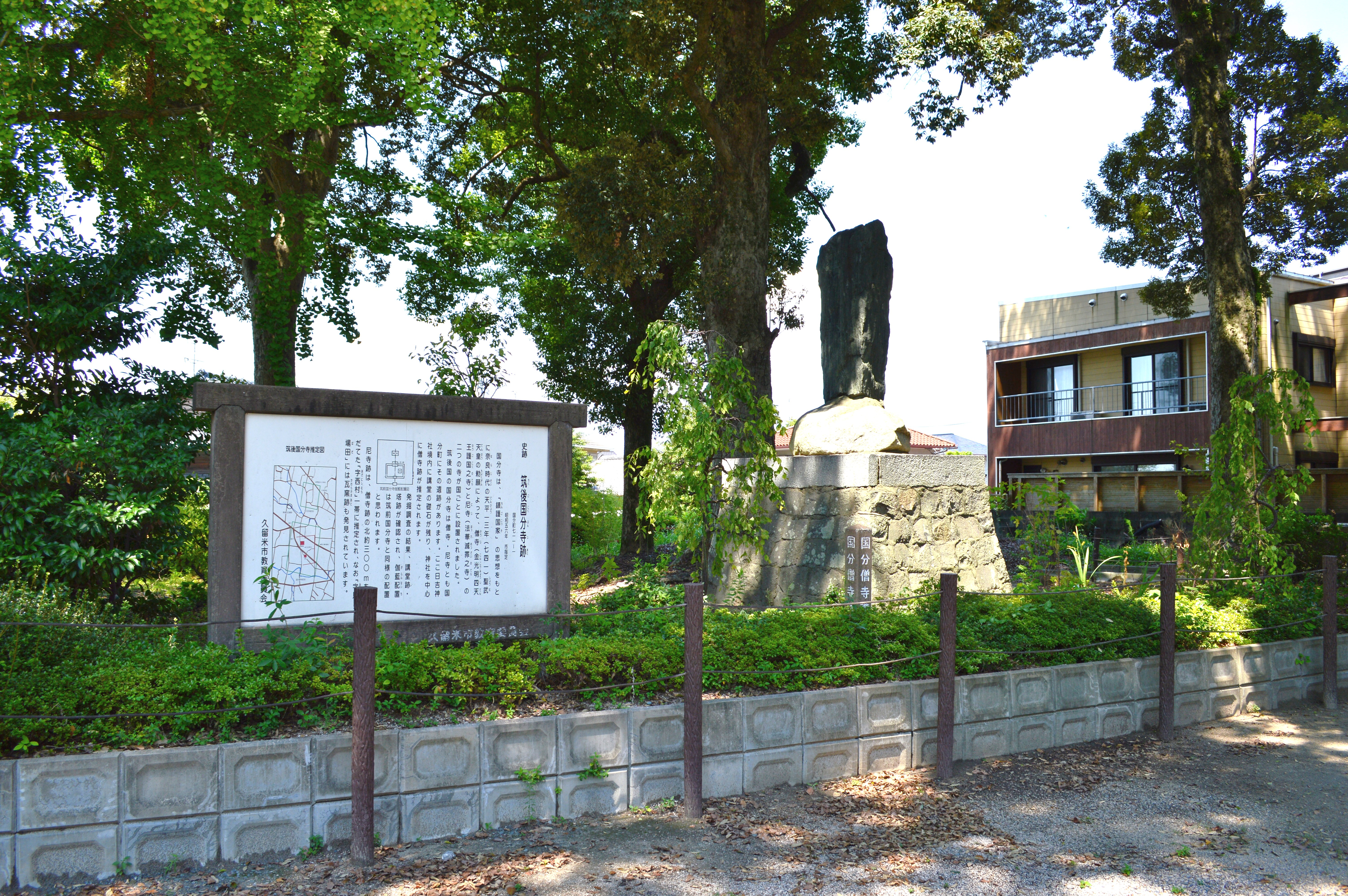
講堂跡

筑後国分寺跡（ちくごこくぶんじあと）は、福岡県久留米市にある寺院跡。現在は久留米市指定史跡に指定されている。
奈良時代に聖武天皇の詔により日本各地に建立された国分寺のうち、筑後国国分寺の寺院跡にあたる。本項では筑後国分尼寺跡についても解説する。現寺院については国分寺 (久留米市)を参照。

## 概要
久留米市中心部にある寺院跡で、日吉神社境内に僧寺跡が確認され、その北約200メートルの「字西村」に尼寺跡が推定されている。両寺跡とも住宅街の中にあり、遺構は失われつつある。
聖武天皇の詔による建立とされるが、創建の記録は残っていない。『続日本紀』には天平勝宝8歳（756年）に筑後国を含む26ヶ国の国分寺に対する法具頒布の記事がある。『延喜式』では筑後国分寺料は13,394束。仁治2年（1241年）の文書によれば、当時には国分僧寺・尼寺ともに有名無実化し、破損の甚だしいことが見える。その後は武士の台頭により寺領も失った。
その後室町時代から近世初頭にかけての時期に、久留米市宮ノ陣にある天台宗の護国山国分寺（北緯33度19分37.65秒 東経130度32分6.64秒 / 北緯33.3271250度 東経130.5351778度）に移ったとされる。慶長年間（1596年-1615年）には僧寺跡を横切る形で柳川街道が築かれており、その当時には創建時の位置には存在しなかったものと考えられる。
『寛延記』寛延2年（1749年）には、国分寺跡として記載されている。

## 伽藍

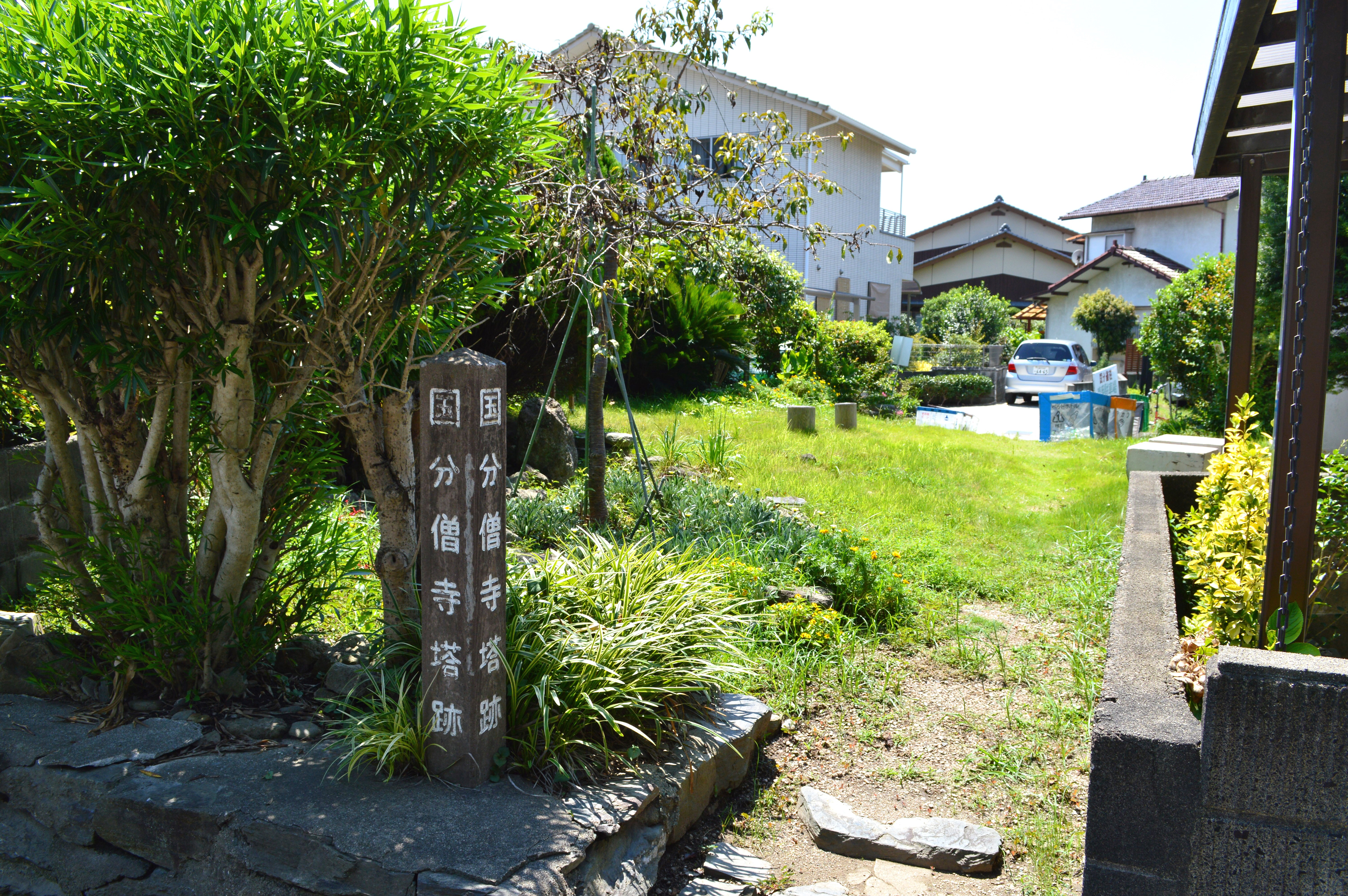
塔跡

僧寺跡は日吉神社境内と重複して位置し、寺域は約150メートル四方と推定される。遺構としては講堂跡・塔跡・築地跡が確認されている。
講堂跡は東西7間（約29メートル）、南北4間（約13メートル）と想定され、神社境内に礎石1個が残る。また道路を挟んで塔跡が位置し、現在釈迦堂のある位置から塔基壇の一部が見つかっており、その規模は一辺約9メートルと推定される。また、その周囲から築地塀の溝跡が発見された。そのほか、馬場田には瓦窯跡も発見されている。

## 筑後国分尼寺跡
僧寺跡の北約200メートルの西村地区に推定される。この「西」は「尼寺」の転訛ともいわれる。遺構は見つかっていないが、推定寺域からは多くの古瓦が発掘されている。

## 文化財

### 久留米市指定史跡
- 筑後国分寺跡（講堂・塔及び回廊跡） - 昭和56年6月1日指定。

## 現地情報
所在地
- 国分寺跡：福岡県久留米市国分町（日吉神社境内、北緯33度17分43.06秒 東経130度32分16.47秒 / 北緯33.2952944度 東経130.5379083度座標: 北緯33度17分43.06秒 東経130度32分16.47秒 / 北緯33.2952944度 東経130.5379083度）

周辺
- 高良大社 - 筑後国一宮。